# Kot, Žitara vas
Kot (nemško Winkel) je naselje v Občini Žitara vas v Okraju Velikovec na Koroškem v Avstriji.